# 静岡大学の人物一覧
静岡大学の人物一覧（しずおかだいがくのじんぶついちらん）は、静岡大学および諸前身校に関係する人物の一覧記事。

## 名誉博士
- 高柳健次郎
- 鈴木修

## 元教員
- 稲村松雄 - 英語教育学（1931 - 52年）
- 高杉一郎 - 文学（1950 - 72年）
- 鈴木安蔵 - 憲法学（1951 - 67年）
- 浅田光輝 - 経済学（1951 - 67年）
- 日野資純 - 国語学（1959 - 89年）
- 渡辺寧 - 工学、元学長（1960 - 69年）
- 足立昌勝 - 法学（1972 - 92年）
- 釜屋修 - 中国現代文学（1973 - 81年）
- 山口三夫 - フランス文学（1975 - 90年）
- 上杉忍 - 歴史学（1976 - 93年）
- 復本一郎 - 国文学（1979 - 89年）
- 上村大輔 - 化学（1979 - 96年）
- 上田邦義 - 国際関係学（1979 - 97年）
- 黒羽清隆 - 歴史学（1979 - 87年）
- 三木義一 - 法学（1980 - 93年）
- 金森誠也 - ドイツ文学（1980 - 93年）
- 高見健一 - 言語学（1982 - 94年）
- 嶋田義仁 - 文化人類学（1984 - 00年）
- 諸井克英 - 心理学（1985 - 01年）
- 横井孝 - 国文学（1986 - 00年）
- 荒川章二 - 歴史学（1988年 - 13年）
- 川口裕司 - 言語学（1988 - 95年）
- 深谷昌志 - 教育学（1989 - 97年）
- 山口高平 - 知能情報学（1989 - 04年）
- 田淵浩二 - 法学（1992 - 03年）
- 合庭惇 - 情報学（1995 - 00年）
- 黒須正明 - ユーザー工学（1996 - 01年）
- 飯田弘之 - 人工知能学（1996 - 05年）
- 関根賢司 - 日本古典学（2000 - 06年）
- 田辺義明 - 現代の社会（2001 - 04年）
- 下村勝 - 工学、元副学長（2013 - 23年）

## 教員

### 教育学部
- 石井潔 - 学長（哲学）社会科教育講座
- 小和田哲男 - 名誉教授（日本中世史、戦国史・戦国武将研究）社会科教育
- 碇寛 - 教授（物性物理学）理科教育
- 小山眞人 - 教授（火山学、地質学、歴史地震学）理科教育、日本火山学会理事・事業委員長、07年廣井賞受賞（院理修）
- 村越真 - 教授（認知心理学、スポーツ心理学）学校教育
- 黒川みどり - 教授（歴史学）
- 徳山明 - 名誉教授（地質学者）
- 鳥居次好 - 名誉教授（英語教育学者）
- 金田利子 - 名誉教授（児童発達学者）
- 三枝康高 - 元教授（日本近代文学研究者）
- 弓野憲一 - 名誉教授（教育心理学者）
- 角替弘志 - 名誉教授（教育学者）

### 人文社会科学部
- 日詰一幸 - 教授（行政学）、学長
- 山本義彦 - 名誉教授、前理事・副学長（学務担当）・大学教育センター長・生涯学習教育研究センター長、元・経済学科教授（経済政策、経済史）
- 坂本重雄 - 名誉教授（法学）、元日本労働法学会代表理事
- 杉山忠平 - 名誉教授、歴史学者、日本学士院賞、元一橋大学教授
- 原秀三郎 - 歴史学者、名誉教授（文理卒）
- 山口幸洋 - 元教授、日本の方言学者
- 本多隆成 - 歴史学者、名誉教授
- 田村貞雄 - 歴史学者、名誉教授
- 山本節 - 神話学者、名誉教授
- 小此木真三郎 - 名誉教授、西洋史学者
- 舩橋惠子 - 教授（社会学）、副学長
- 河内清 - 名誉教授、フランス文学者、初代人文学部長
- 菅野禮行 - 名誉教授、漢文学者

#### 経済学科
- 高橋洋児 - 名誉教授（経済システム論）
- 安藤実 - 名誉教授（財政学）
- 浅利一郎 - 名誉教授（理論経済学）理論と情報コース、副学長（企画・評価担当）、前学部長・人文社会科学研究科長（人文卒）
- 伊東暁人 - 教授（経営情報論）企業と経済コース（人文卒）
- 大橋慶士 - 教授（会計学）企業と経済コース
- 佐藤博明 - 名誉教授（会計学）、元学長、元静岡鉄道監査役、元宇都宮大学監事、元福島大学監事
- 武居良明 - 名誉教授（英国経済史）

#### 法学科
- 山崎真秀 - 法学者、元教授（憲法、教育法）

#### 社会学科
- 湯之上隆 - 教授（日本史学）
- 楊海英 - 教授（文化人類学）

#### 言語文化学科
- 勝山幸人 - 教授（日本語学）日本・アジア言語文化コース
- 南富鎭 - 学術博士、教授（比較文学・比較文化）比較言語文化コース
- 酒井英行 - 教授（日本近代文学）
- 小二田誠二 - 准教授（日本近世文学・メディア論）日本・アジア言語文化コース

#### 法科大学院
- 石田秀博 - 教授（民事訴訟法）

### 情報学部
- 南利明 - 前副学長、名誉教授（情報管理社会）
- 田中宏和 - 教授（行動情報学）

#### 情報社会学科
- 赤尾晃一 - 准教授（メディア論）
- 笹原恵 - 教授（社会学、ジェンダー論）
- 佐藤哲也 (情報学者) - 准教授（情報社会学）
- 遊橋裕泰 - 准教授（経営情報学・マーケティング学）

### 理学部
- 長沢敬之助 - 元理学部長・名誉教授（鉱床学・鉱物学）

#### 生物科学科
細胞・発生プログラム学講座
- 山田眞平 - 前教授（分子細胞生理学）

#### 地球科学科
地球ダイナミクス
- 熊澤峰夫 - 客員教授（地球科学）

生物環境科学
- 鈴木款 - 教授（地球環境学）、日本サンゴ礁学会・国際サンゴ礁学会評議員、三菱商事社会貢献事業サンゴ礁保全プロジェクトプロジェクト・リーダー（工卒）
- 北村晃寿 - 大学院理学研究科教授、95年日本地質学会研究奨励賞授賞

### 工学部
- 荒木信幸 - 名誉教授、元副学長、静岡理工科大学名誉学長、元日本熱物性学会会長、元日本伝熱学会会長、元スズキ監査役

### 農学部
- 稲垣栄洋 - 植物学者、教授

### 大学院創造科学技術研究部
- 漁田武雄 - 心理学者、名誉教授
- 黒田裕樹 - 生物学者、客員准教授

#### 環境サイエンス部門
- 吉村仁 - 教授

### 大学教育センター
- 半田智久 - 心理学者、企画・マネジメント部門教授（知能情報学、感性情報学・ソフトコンピューティング、認知科学、神経科学一般、哲学・倫理学、教育心理学、実験心理学）、早稲田大学生命医療工学インスティテュート客員教授

### 防災総合センター
- 牛山素行 - 災害情報学者、教授

### 電子工学研究所
- 寺西信一 - 特任教授、固体撮像素子の研究でエリザベス女王工学賞を受賞

### グリーン科学技術研究所
- 富田因則 - 教授（遺伝学）

## 出身者

### 財界・実業界
- 本田宗一郎 - 企業家、本田技研工業創業者・初代取締役社長、藍綬褒章・勲一等旭日大綬章受章（浜松高工聴講生：1937年 - 1939年）
- 河島喜好 - ホンダ最高顧問・第2代取締役社長、東京商工会議所元副会頭、紫綬褒章・藍綬褒章受章（浜松工専卒）
- 伊藤雅彦 - フジクラ代表取締役社長、日本電線工業会会長（工卒・工研修）
- 稲川誠一 - スズキ第3代取締役会長・藍綬褒章受章（浜松工専卒）
- 内山久男 - スズキ第4代取締役会長（工卒）
- 久米是志 - ホンダ第3代取締役社長、CVCCEngine開発責任者、科学技術庁長官賞受賞、紫綬褒章・旭日重光章 受章（工卒）
- 石橋秀一 - ブリヂストン取締役代表執行役CEO（人文卒）
- 竹田玄洋 - 任天堂代表取締役技術フェロー『Wii』プロデューサ、07年度グッドデザイン賞金賞・経済産業大臣賞・第7回日経BP技術賞受賞（工卒）
- 山路敬三 - キヤノン名誉顧問・第4代代表取締役社長、日本テトラパック元取締役会長、NPO日本の未来をつくる会初代理事長（旧制静高卒）
- 小山五郎 - 三井住友銀行初代名誉顧問、さくら銀行元名誉会長、三井銀行元会長・元社長、全銀協元会長、東商元副会頭（旧制静高卒）
- 川村誠 - 京セラ代表取締役会長・前代表取締役社長兼COO（2005 - ）（1973年工卒）
- 木村昌平 - 日産車体会長、日産自動車元副社長、日本自動車車体工業会会長（工卒）
- 戸田昌男 - スズキ第5代取締役社長（1958年工卒）
- 櫻内乾雄 - 中国電力元取締役会長・元取締役社長、中国経済連合会創設者・初代会長、日本商工会議所元理事、勲一等瑞宝章受章（旧制静高卒）
- 岩本太郎 - 大塚製薬（2008 - 2015）代表取締役社長（1983年農卒）
- 根本二郎 - 日本郵船名誉会長・元代表取締役会長・元代表取締役社長、三菱倉庫取締役、日本空港ビルデング前取締役、日本経営者団体連盟第8代会長、日本経団連名誉会長、日本工業倶楽部専務理事、東京藝術大学経営協議会外部委員、早稲田大学アジア太平洋研究センター国際諮問委員会委員長、あしたの日本を創る協会会長、藍綬褒章受章（旧制静高卒）
- 髙橋巖 - ホーブ創業者・代表取締役会長（1977年農卒）
- 館野万吉 - 日本製鋼所元代表取締役社長（旧制静高卒）
- 草間三郎 - セイコーエプソン相談役・（2001 - 2007）代表取締役社長・会長（1963年工卒）
- 日色保 - 日本マクドナルドホールディングス代表取締役社長兼CEO、日本マクドナルド代表取締役社長兼CEO、ジョンソン・エンド・ジョンソン（歴代最年少）代表取締役社長、経済同友会副代表幹事（1988年人文卒）
- 吉川恵治 - 日本板硝子（2012 - 2015）代表執行役社長（1973年工卒）
- 髙木重義 - NTN（2011 - 2014）代表取締役社長（1975年工卒）
- 持田信夫 - 持田製薬第2代代表取締役社長、持田記念医学薬学振興財団設立者、紫綬褒章受章（旧制静高卒）
- 小寺春樹 - 日本製粉（2012 - ）代表取締役社長（1975年農卒）
- 数原洋二 - 三菱鉛筆相談役・第4代代表取締役社長（旧制静高卒）
- 桜井康文 - 不二家第7代代表取締役社長、B-R サーティワン アイスクリーム (Baskin-Robbins) 取締役（農卒）
- 高橋興三 - シャープ第7代代表取締役社長（1980年工院修）
- 長谷川房彦 - 企業家、アドテックス創業者・前代表取締役会長・元代表取締役社長（工卒）
- 平賀敏 - 明治期の実業家、阪急電鉄元代表取締役社長、藤本ビルブローカー銀行元取締役社長（静岡師範学校卒）
- 森下篤史 - テンポスホールディングス創業者・代表取締役社長、あさくま元代表取締役（1971教育卒）
- 辰繁存 - 放送局経営者、エフエム富士初代社長（旧制静高卒）
- 吉田庄司 - 日本電信電話元取締役、東海大学元理事・開発工学部初代学部長、（旧制静高卒）
- 川上康男 - 長府製作所（1997 - 2012）元代表取締役社長・（2012 - ）代表取締役会長（1970年工卒）
- 富田達夫 - 元富士通代表取締役副社長、元富士通研究所取締役会長、元富士通研究所代表取締役社長、情報処理推進機構理事長、第28代情報処理学会会長（2015年院自然科学）

### 政界
- 中曽根康弘 - 第71-73代内閣総理大臣、元自由民主党衆議院議員、世界平和研究所会長、大勲位菊花大綬章受章（旧制静高卒）
- 森山欽司 - 第50代運輸大臣、第27代科学技術庁長官、元民主党衆議院議員、勲一等旭日大綬章受章（旧制静高卒）
- 原田昇左右 - 第54代建設大臣、元自由民主党衆議院議員、勲一等旭日大綬章受章（旧制静高卒）
- 足立篤郎 - 第43代農林大臣、第28代科学技術庁長官、元自由民主党衆議院議員、勲一等旭日大綬章受章（旧制静高卒）
- 福井勇 - 元自由民主党衆議院議員、元自由民主党参議院議員（浜松高工卒）
- 大坪健一郎 - 元自由民主党衆議院議員、元労働省官僚（旧制静高卒）
- 吉村真事 - 元自由民主党参議院議員、元運輸省港湾局長（旧制静高卒）
- 藤原崇 - 自由民主党衆議院議員（人文卒）、内閣府大臣政務官兼復興大臣政務官、弁護士
- 遠藤和良 - 初代総務副大臣、元公明党衆議院議員、元公明党中央幹事（工短卒）
- 青木茂 - 経済学者、元参議院議員、サラリーマン新党初代党首（旧制静高卒）
- 久保田豊 - 元日本社会党衆議院議員（旧制静高卒）
- 河上民雄 - 元日本社会党国際局長・衆議院議員、聖学院大学総合研究所客員教授（旧制静高卒）
- 竹田四郎 - 元日本社会党参議院議員（旧制静高卒）
- 斉藤正男 - 元日本社会党参議院議員（浜松師範学校卒）
- 正森成二 - 弁護士、元日本共産党衆議院議員（旧制静高卒）
- 栗田翠 - 元日本共産党衆議院議員
- 平賀高成 - 元日本共産党衆議院議員、静岡県議会議員（工短卒）
- 海野徹 - 元民主党参議院議員（人文卒）
- 斎藤寿夫 - 第2代静岡県知事（1951 - 67年）、元衆議院議員、元参議院議員、勲二等旭日重光章受章（旧制静高卒）
- 土屋香鹿 - 弁護士、第2代福岡県知事（1955 - 59年）・元副知事、元内務官僚（旧制静高卒）
- 山田芳治 - 元日本社会党衆議院議員、元京都府副知事（旧制静高卒）
- 永原稔 - 元新自由クラブ衆議院議員、静岡地区国際ボランティア貯金推進協議会元会長（旧制静高卒）
- 竹山修身 - 元大阪府堺市長、元大阪府議会事務局長、同商工労働部長、同政策企画部長、大阪科学技術センター常任理事、大阪生涯職業教育振興協会理事（人文卒）
- 長尾淳三 - 元大阪府東大阪市長、東大阪市議会議員（人文卒）
- 大谷範雄 - 元栃木県那須烏山市長（農卒）
- 林郁夫 - 愛知県知立市長、元知立市議会議員
- 須藤秀忠 - 富士宮市長、元静岡県議会元議員、富士宮市議会議員（法経短卒）
- 岩田弘志 - 元北海道室蘭市長
- 五十嵐衣里 - 衆議院議員、元東京都議会議員

### 官界
- 興直孝 - 内閣府政策統括官、静岡大学学長、広島大学副学長、日本海洋科学振興財団理事長（工卒）
- 柏村信雄 - 第3代警察庁長官（1958 - 63年）（旧制静高卒）
- 山地八郎 - 資源庁元長官、川崎鉱業元社長（旧制静高卒）
- 仁杉巌 - 第9代日本国有鉄道総裁、西武鉄道元取締役社長、土木学会元会長（旧制静高卒）
- 天谷直弘 - 資源エネルギー庁元長官、元通商産業審議官 （旧制静高卒）
- 長沼弘毅 - 初代大蔵事務次官、公正取引委員会元委員長、日本コロムビア元会長、シャーロキアン （旧制静高卒）
- 須之部量三 - 元外務事務次官、宮内庁元参与、杏林大学名誉教授（旧制静高卒）
- 道正邦彦 - 元労働事務次官、元内閣官房副長官（事務）（旧制静高卒）
- 田中啓二郎 - 大蔵省元大臣官房審議官、元日銀政策委員、住友クレジットサービス元会長、ニコス生命元会長、世界平和研究所評議員（旧制静高卒）
- 若杉和夫 - 元通商産業審議官、石油資源開発相談役・元代表取締役社長（旧制静高卒）
- 村尾次郎 - 元文部省主任教科書調査官、歴史学者、全国地名保存連盟元会長、日韓文化協会元会長、日本学協会初代理事（旧制静高卒）
- 陽捷行 - 元農林水産省農業環境技術研究所長、元農業環境技術研究所理事長、元北里大学副学長（農卒）

#### 法曹界
- 伊達秋雄 - 裁判官、東京地方裁判所元裁判長、『伊達判決』、法政大学名誉教授（旧制静高卒）
- 神谷尚男 - 検察官、法務官僚、元検事総長、元法務事務次官（旧制静高卒）
- 玉井英章 - 検察官、大阪高等検察庁元次席検事、最高検察庁元検事（人文卒）
- 土屋公献 - 弁護士、日本弁護士連合会元会長、旧制静高前同窓会長（旧制静高卒）
- 青島明生 - 弁護士、中部弁護士会連合会元理事長、富山県弁護士会元会長（人文卒）

### 学界
- 長倉三郎 - 東京大学名誉教授（物理化学）、日本学士院第23代院長（2001年10月 - ）、文化勲章、勲一等瑞宝章受章（旧制静高卒）
- 関寛治 - 国際政治学者、東京大学名誉教授、立命館大学名誉教授（旧制静高卒）
- 松本三之介 - 政治思想史研究者、東京大学名誉教授、東京教育大学名誉教授（旧制静高卒）
- 牧柾名 - 教育学者、東京大学教育学部元教授（旧制静高卒）
- 須藤修 - 経済学者、東京大学名誉教授、日本ICカードシステム利用促進協議会元代表（人文卒）
- 鷹野澄 - 情報工学者、東京大学名誉教授（工卒）
- 宮島篤 - 生物学者、東京大学名誉教授、東京大学分子細胞生物学研究所元所長、日本生化学会元会長（理卒）
- 柳田勉 - 物理学者、東京大学大学院理学系研究科物理学専攻教授、フンボルト賞・西宮湯川記念賞・仁科記念賞受賞（理卒）
- 山本博資 - 情報工学者、東京大学名誉教授（工卒）
- 設楽博己 - 考古学者、東京大学人文社会系研究科考古学研究室教授（人文卒）
- 松平千秋 - 古代ギリシャ文学者、京都大学名誉教授（旧制静高卒）
- 梶山雄一 - 仏教学者、京都大学名誉教授（旧制静高卒）
- 萩原淳平 - 東洋史学者、京都大学名誉教授（旧制静高卒）
- 中山研一 - 刑法学者、京都大学元教授（旧制静高卒）
- 益田玲爾 - 水産学者、京都大学教授（農卒）
- 松江崇 - 中国語学者、京都大学教授（人文卒）
- 杉原泰雄 - 憲法学者、一橋大学名誉教授、全国憲法研究会元代表（旧制静高修了）
- 加藤泰史 - 哲学者、一橋大学名誉教授、日本哲学会元会長（人文卒）
- 平井和子 - 歴史学者、一橋大学客員教授、山川菊栄賞受賞（院教修）
- 赤堀侃司 - 教育工学者、東京工業大学名誉教授、日本教育情報化振興会名誉会長、日本教育工学会元会長（理卒）
- 飯島泰蔵 - 情報工学者、東京工業大学名誉教授、北陸先端科学技術大学院大学元副学長、紫綬褒章受章（浜松工専修了）
- 山崎升 - 化学者、東京工業大学名誉教授、日本ゴム協会元会長（旧制静高卒）
- 大澤豊 - 経営学者、大阪大学名誉教授・元経済学部長、上智大学経済学部元教授（旧制静高卒）
- 内山龍雄 - 物理学者、大阪大学名誉教授、帝塚山大学学長（旧制静高卒）
- 森永規彦 - 通信工学者、大阪大学名誉教授、電子情報通信学会副会長、総務省電気通信事業紛争処理委員会委員長（工卒）
- 糠塚康江 - 憲法学者、東北大学名誉教授、憲法理論研究会運営委員長、日本学術会議会員（人文卒）
- 土屋基規 - 教育学者、神戸大学名誉教授（教育卒）
- 西川俊夫 - 有機化学者、名古屋大学大学院生命農学研究科教授（理卒）
- 大橋洋一 - 法学者、九州大学名誉教授、学習院大学大学院法務研究科教授（人文卒）
- 青木紀 - 経済学者、教育学者、北海道大学名誉教授、名寄市立大学学長（農卒）
- 河村公隆 - 地球化学者、北海道大学名誉教授、有機地球化学会元会長、大気化学会元副会長（理卒）
- 倉智恒夫 - フランス文学・比較文学者、千葉大学名誉教授
- 志水久 - 物理学者、信州大学理学部准教授（理卒）
- 影山昇 - 教育学者、東京水産大学名誉教授（教育卒）
- 弓削繁 - 国文学者、岐阜大学名誉教授（人文卒）
- 柏木徳明 - 英語学者、群馬大学教育学部教授（人文卒）
- 高田寛 - 法学者、富山大学経済学部経営法学科学科長・教授（院工修）
- 多和田眞一郎 - 言語学者、広島大学名誉教授（人文卒）
- 川岡勉 - 歴史学者、愛媛大学教育学部教授（人文卒）
- 巣山靖司 - 国際政治学者、大阪外国語大学名誉教授（文理卒）
- 坂田昌弘 - 化学者、環境学者、静岡県立大学環境科学研究所（水質・土壌環境研究室）兼生活健康科学研究科環境物質科学専攻教授（理卒）
- 漁田俊子 - 心理学者、静岡県立大学短期大学部社会福祉学科教授（院理工修）
- 永倉みゆき - 家政学者、静岡県立大学短期大学部こども学科教授（院教育修）
- 渡邉貴之 - 計算機科学者、静岡県立大学経営情報学部経営情報学科兼経営情報学研究科准教授（院工修）
- 中村量空 - 物理学者、福井県立大学元教授（人文卒）
- 井原今朝男 - 歴史学者、大学共同利用機関法人人間文化研究機構国立歴史民俗博物館教授（人文卒）
- 樋口雄彦 - 大学共同利用機関法人人間文化研究機構国立歴史民俗博物館研究部准教授（人文卒）
- 安田元久 - 歴史学者、学習院大学元学長、学習院大学名誉教授（旧制静高卒）
- 筧泰彦 - 思想史学者、倫理学者、学習院大学名誉教授（旧制静高卒）
- 和田八束 - 経済学者、立教大学名誉教授（文理卒）
- 山崎敏彦 - 弁護士、青山学院大学法学部・大学院法学研究科教授（人文卒）
- 清水憲一 - 経済史学者、九州国際大学学長 (人文卒)
- 田村明 - 法政大学名誉教授、地域政策プランナー（旧制静高卒）
- 喜多尾道冬 - ドイツ文学者、中央大学名誉教授（文理卒）
- 今村楯夫 - アメリカ文学者、東京女子大学教授（教育卒）
- 磯前順一 - 日本女子大学前助教授、大学共同利用機関法人人間文化研究機構国際日本文化研究センター研究部教授（人文卒）
- 山本健太 - 地理学者、國學院大學経済学部准教授（教育卒）
- 百地章 - 法学者、日本大学法学部教授（人文卒）
- 原島正衛 - 北星学園大学教授、元プライスウォーターハウスコンサルタンツマネージャー（人文卒）
- 山本伸 - 文学者、四日市大学環境情報学部教授（院教育修）
- 青山治城 - 法学者、神田外語大学国際コミュニケーション学科教授（人文卒）
- 臼井永男 - 運動生理学者、放送大学教養学部教授（教育卒）
- 椎野勇太 - 古生物学者、新潟大学教育研究院自然科学系准教授（理卒）

#### 研究界
- 高柳健次郎 - 受像側にブラウン管を応用した電子式テレビ受像機開発者「日本のテレビの父」、紫綬褒章受章、文化功労者表彰受賞、文化勲章・勲一等瑞宝章受章（静岡師範学校卒）
- 高野鎮雄 - VHSビデオ開発指揮者「VHSの父」「ミスターVHS」、『陽はまた昇る』主人公モデル（浜松高工卒）
- 塚本憲甫 - 医学者、国立がんセンター元総長（旧制静高卒）
- 岩淵悦太郎 - 国語学者、国立国語研究所2代所長（1960 - 76年）（旧制静高卒）
- 久野古夫 - 松下電器産業AVC社元技術顧問、映像メディア学会名誉会員、丹羽高柳賞受賞（浜松高工卒）
- 大槻正 - ソニーAIBO開発者（1972年工卒）
- 小楠和正 - 歴史学者郷土史家（教育卒）
- 太田賢 - NTTドコモ研究所研究員（情報卒）
- 渡邊賢司 - 物質・材料研究機構主席研究員、クラリベイト・アナリティクス引用栄誉賞、ジェームス・C・マックグラディ新材料賞

#### 教育界
- 木宮和彦 - 常葉学園学園長・前理事長、元自由民主党参議院議員、大正琴協会理事、勲二等旭日重光章受章（旧制静高卒）
- 秋本吉徳 - 駿台予備学校講師、清泉女子大学教授（人文卒）
- 後藤鉀二 - 教育者、日本卓球協会元会長（浜松高工卒）
- 木村歩美 - 幼児教育家、こども環境学会理事（院教育修）

### 芸術界
- 岡田新一 - 建築家、日本建築学会終身正会員、日本芸術院会員、NPO日本の未来をつくる会副理事長（旧制静高卒）
- 秋野不矩 - 日本画家、文化功労者表彰受賞、文化勲章受章、京都市立芸術大学名誉教授（静岡女子師範学校卒）
- 青島三郎 - 画家
- アベユーイチ - 映画監督（理卒）
- 篠田和幸 - 映画監督（理卒）
- 大津幸四郎 - 映画監督（文理卒）
- モリタイシ - 漫画家（人文卒）
- 井原裕士 - 漫画家
- 杉田圭 - 漫画家

#### 文学界
- 吉行淳之介 - 小説家（旧制静高卒）
- 小川国夫 - 小説家（旧制静高卒）
- 若林つや - 作家（静岡女子師範学校卒）
- 加藤雪腸 - 俳人（静岡師範学校卒）
- 高良勉 - 詩人（理卒）
- 夜田わけい - 詩人、作家（農卒）
- イシコ - エッセイスト、旅行作家（理卒）
- 乾くるみ - 小説家、推理作家（理卒）
- 飯田雪子 - 小説家、イラストレーター（教育卒）
- 嶋田洋一 - 翻訳家（人文卒）
- 清水真砂子 - 翻訳、評論家、青山学院女子短期大学教授（教育卒）
- 岡部宏之 - SF翻訳家、日本文藝協会会員（文理卒）
- 大村あつし - 作家、ITライター（人文卒）

#### 音楽界
- 中山讓 - ミュージシャン、教員（教育卒）
- 平良伊津美 - 作曲家（教育卒）

### 芸能界
- 渡辺文雄 - 俳優（旧制静高卒）
- Jaaたけや - お笑い芸人、SMA NEET Project所属（農卒）
- 風船太郎 - 大道芸人（工卒）
- 藤田美歌子 - 声優（教育卒）
- 森めぐみ - 舞台女優（農卒）
- 青山栞織 - 舞台俳優、子役指導者、元レポーター（人文卒）
- 桂伸べえ - 落語家（農卒）

### スポーツ界
- 白井文吾 - 中日ドラゴンズオーナー、中日新聞社代表取締役会長
- 杉山光平 - 元プロ野球選手（静岡第一師範学校卒）
- 奥山皓太 - 元プロ野球選手（育成選手）
- 佐藤啓介 - プロ野球選手
- 安竹俊喜 - プロ野球選手（育成選手）
- 早坂良太 - 元サッカー選手、北海道コンサドーレ札幌
- 谷尾隆博 - サッカー選手、藤枝市役所サッカー部
- 大久保貴広 - 元サッカー選手、横浜フリューゲルス
- 李敬史 - 横浜市立小学校講師、オリエンテーリング選手、2001年世界ジュニア選手権 韓国代表、2005,2006,2009,2010年 世界選手権 朝鮮民主主義人民共和国代表：（院情報修）

### その他
- 野間省一 - 講談社元名誉会長・元代表取締役社長、日本書籍出版協会元会長、日本出版学会初代会長、野間教育研究所創立者・初代理事長、野間アフリカ出版賞創設者、野間読書推進賞創設者、全日本ブッククラブ創立者、ユネスコアジア文化センター元副会長、国際図書賞受賞、勲一等瑞宝章受章（旧制静高卒）
- 金子雅臣 - 労働ジャーナリスト（文理卒）
- 森田聖人 - 合同会社DD代表、株式会社トークトレーナー代表、英語アプリ作成、英語学習ブログ運営（工卒）
- 横田光幸 - テレビ信州アナウンサー（工卒）
- 國本泰功 - 山口放送アナウンサー
- 田中亜矢 - 山陰放送アナウンサー
- 佐野祐子 - 中京テレビ放送アナウンサー（人文社会科学卒）
- 南田裕介 - 芸能マネージャー、ホリプロ（人文卒）
- 平岡理恵 - 日本プロ麻雀連盟プロ雀士（理卒）
- 近藤誠一 - 最高位戦日本プロ麻雀協会 プロ雀士 Mリーガー
- 竹内宏 - 経済評論家、静岡総合研究機構理事長、静岡アジア太平洋学術フォーラム組織委員会委員長、静岡新聞論説委員、日本衛星放送番組審議会委員長、静岡文化芸術大学国際文化科教授（旧制静高卒）
- はじめしゃちょー - YouTuber（教育卒）

## 略記項目
- 新制静岡大学（静大）、前身諸校 - 旧制静岡高等学校 （旧制静高）・浜松高等工業学校（浜松高工）・浜松工業専門学校（浜松工専）